# The Dresden Files
The Dresden Files es una serie televisiva estadounidense de Lions Gate Television, basada libremente en la serie de libros homónimos. Producida por Nicolas Cage y estrenada en Sci Fi Channel en 2007 y cancelada en el mismo año.
Solo se produjo y emitió la primera temporada, con doce episodios, ya que no se renovó por una segunda.
En agosto del 2007 se puso a la venta el DVD.

## Sinopsis
Harry Dresden es un mago que ejerce de detective privado en Chicago, valiéndose de sus poderes para resolver los casos que se le presentan. Acepta casos que entran dentro de la normalidad pero también acuden a él para casos en los que está presente algún elemento paranormal.
Vive con Bob, el fantasma de un antiguo mago malvado ligado eternamente a su calavera y a las órdenes de Dresden, al que ayuda en sus investigaciones. Puntualmente colabora con la policía, a través de su amiga la teniente Murphy.
Harry, al igual que cualquier otro mago o ser sobrenatural, está bajo la autoridad y supervisión continúa de El Consejo, que busca mantener en secreto todo lo relacionado con la magia. Por su actividad, El Consejo vigila especialmente a Dresden, que ya les ha resultado conflictivo en más de una ocasión. Sin embargo, los intereses de El Consejo y de Dresden convergerán en muchas ocasiones.

## Reparto
- Paul Blackthorne como Harry Dresden.
- Valerie Cruz como Connie Murphy.
- Terrence Mann como "Bob".
- Conrad Coates como Warden Donald Morgan.
- Raoul Bhaneja como Sid Kirmani.

## Producción
Los continuos problemas de producción llevaron a retrasar dos años su estreno, desde que Sci Fi lo anunciase en 2005.
El episodio piloto duraba inicialmente dos horas pero fue editado a la duración de un capítulo normal para poder realizar el estreno a tiempo.

## Cambios con respecto a los libros
El propio Jim Butcher, creador de la serie, reconoció que se había alejado bastante de los libros, llegando a afirmar que la serie podría considerarse como “Un universo alternativo al de los libros”.